# Joseph Bouilly
Joseph Bouilly, ook genaamd Jean Duhot (Elouges, 29 december 1884 - Thulin, 19 juli 1970) was een Belgisch volksvertegenwoordiger, senator en burgemeester.

## Levensloop
Bouilly volgde middelbare studies aan het Atheneum van Bergen en doorliep tevens onderwijs aan de industriële school in Dour. Hij was bediende bij verschillende bedrijven in de Borinage en schreef vanaf 1905 als journalist voor de socialistische krant L'Avenir du Borinage. Hij werkte ook mee aan het Noord-Franse Le Reveil du Nord, het socialistische blad voor de streek rond Rijsel, en schreef artikelen onder het pseudoniem Jean Duhot. Bouilly werd uiteindelijk vooral aangesproken onder die naam.
In 1907 werd hij voltijds journalist bij L'Avenir du Borinage, waar hij in 1919 Achille Delattre opvolgde als directeur. Nadat de krant door de concurrentie met andere dagbladen in  financiële moeilijkheden kwam, ging ze in 1928 op in Le Peuple, het orgaan van de Belgische Werkliedenpartij. Bouilly werd vervolgens journalist bij Le Peuple, waar hij de regionale katern voor de Borinage verzorgde.
Bouilly engageerde hij zich tevens in de politiek. In zijn geboortedorp Elouges was hij vanaf 1906 lid van de raad van beheer van de plaatselijke coöperatieve en was hij voor de Eerste Wereldoorlog gemeenteraadslid. Na zijn huwelijk vestigde Bouilly zich in Thulin, dat in 1977 zou fusioneren met Hensies. In 1921 werd hij er verkozen tot gemeenteraadslid, van 1932 tot 1936 was hij er schepen en in 1938 werd hij er burgemeester. Bouilly oefende dit laatste ambt bijna dertig jaar uit, tot hij in 1966 de  lokale politiek van Thulin verliet. Daarnaast was hij voorzitter van de coöperatieve Union-Progrès-Economie, die in La Bouverie voedsel verkocht, en tijdens de Eerste Wereldoorlog was hij betrokken bij het Nationaal Hulp- en Voedingskomiteit.
Hij was daarenboven actief in de nationale instanties van de Belgische Werkliedenpartij en was van 1918 tot 1921 federaal secretaris van de partij. In 1932 werd hij voor de BWP verkozen tot lid van de Kamer van volksvertegenwoordigers voor het arrondissement Bergen. Hij bleef volksvertegenwoordiger tot in 1936 en na niet herkozen te zijn maakte hij de overstap naar de Senaat. Van 1936 tot 1946 zetelde hij er als provinciaal senator voor Henegouwen en van 1946 tot 1958 was hij rechtstreeks gekozen senator voor het arrondissement Bergen-Zinnik. In de Senaat was hij van 1940 tot 1954 secretaris en van 1954 tot 1958 ondervoorzitter. Als parlementslid hield hij zich bezig met landbouw en regionale kwesties en na de Tweede Wereldoorlog zette hij zich ook in voor oorlogsslachtoffers. 
In Thulin, deelgemeente van Hensies, is er een Rue du maïeur Jean Duhot.